# Distrito Regional do Vale Fraser
O Distrito Regional do Vale Fraser (enumerado como 12) é um dos vinte e nove distritos regionais da Colúmbia Britânica, no oeste do Canadá. Sua sede fica na cidade de Chilliwack. O distrito cobre uma área de 13.361,74 quilômetros quadrados. A região tem uma população de 295.934 pessoas (censo de 2016) em seis municípios e sete áreas eleitorais. Este foi um aumento de 8% em relação aos 257.031 habitantes contabilizados em 2006.